# Município de Fentress (condado de Guilford, Carolina do Norte)
Localização da Carolina do Norte nos E.U.A.
O município de Fentress (em inglês: Fentress Township) é um município localizado no  condado de Guilford no estado estadounidense da Carolina do Norte. No ano 2010 tinha uma população de 10.372 habitantes.

## Geografia
O município de Fentress encontra-se localizado nas coordenadas 35° 58′ 57,49″ N, 79° 44′ 29,1″ O.